# Haruai jezik
Haruai jezik (harway, taman, waibuk, wiyau, wiyaw, wovan; ISO 639-3: tmd), jedan od dva piawi jezika kojim govori 2 000 ljudi (2000 SIL) u provinciji Madang, Papua Nova Gvineja; prema ranijim iformacijama 1 000 (1988 B. Comrie). Postoji nekoliko dijalekata: sjeverni waibuk (hamil) [tmd-nor], centralni waibuk (mambar) [tmd-cen], južni waibuk (arama) [tmd-sou].
Mnogi Haruai govore i tok pisin [tpi] ili kobon [kpw]. Pod utjecajem su misonara Johna i Maile Davies koji djeluju među njima (John i Maila Davies) i susjednim plemenima Kobon i Minimib i na njihove jezike prevađaju Novi zavjet.

## Vanjske poveznice
- Ethnologue (14th)
- Ethnologue (15th)
- The Haruai Language